# 金承賢
金 承賢（キム・スンヒョン、朝鮮語: 김승현、1962年 - ）は、朝鮮民主主義人民共和国の政治家。金属工業相、金属機械工業相、最高人民会議代議員などを歴任した。

## 経歴
1962年生まれ。出生地は不明。1985年に政務院傘下の金属工業部金属生産指導局副局長に就任。1997年に金属工業部第1副部長に任命され、1998年に金属工業部が金属機械工業省に改編されると、同省の副相に転じた。2003年8月27日に最高人民会議第11期代議員に選出され、9月3日に開催された最高人民会議第11期第1回会議で金属機械工業相に任命された。2005年5月に最高人民会議常任委員会が出した政令により、金属機械工業省が金属工業省と機械工業省に分離されると、金属工業相に転じた。
2008年12月28日に開かれた千里馬製鋼連合企業所労働者決起大会で、金泰峰が金属工業相として報道されたことから、同職を解任されていたことが判明した。